# پروفسور موریارتی
پروفسور جیمز موریارتی یک شخصیت ساختگی در داستان شرلوک هلمز، اثر آرتور کانن دویل است. وی یک مشاور جنایتکار است که شرلوک او را ناپلئون جنایتکاری می‌خواند. همچنین او را به عنوان مشاورِ تبهکاری می‌شناسند. او در داستان مشکل نهایی از آبشار رایشنباخ سقوط می‌کند و می‌میرد.

## خصوصیات پروفسور موریارتی
وی نماد شخصیتی شرور، پلید، قدرتمند، با نفوذ و نابغه است، یا به عبارتی دست پشت پردهٔ تمام جنایاتی که اتفاق می‌افتند (که هیچ وقت گیر نمی‌افتد) از همکاران او میتوان به سرهنگ سباستین موران اشاره کرد
بخشی از حرف‌های شرلوک هلمز راجع به پروفسور موریارتی:
((نیمی از زشتی ها و تبهکاری‌های لندن و تمام جرم و جنایت نامکشوف در این شهر بزرگ زیر سر اوست. نابغه است، فیلسوف است، یک متفکر انتزاعی است. ذهنش درجه اول است. مثل عنکبوتی در مرکز تار خودش نشسته، ولی آن تار آن کار تنک، یکهزار رشته دارد که از مرکز آن به اطراف تنیده شده و موریارتی کوچکترین ارتعاش هر رشته را می‌شناسد. خودش کار زیادی انجام نمی‌دهد. نقشه می‌کشد، ولی عوامل او متعدد و بسیار سازمان یافته هستند هر گاه لازم باشد جنایتی انجام بگیرد، فرض کنیم سندی به سرقت برود، خانه‌ای مورد تفتیش قرار بگیرد، شخصی به درک واصل شود، پیامی برای پروفسور ارسال می‌گردد و او برنامه اش را می‌چیند و به همان ترتیب کار انجام می‌گردد. عامل اجرا ممکن است گیر بیفتد. در آن صورت وجوه لازم برای پرداخت وجه الضمان یا اجرت وکیل تأمین می‌گردد؛ ولی آن قدرت مرکزی که عامل اجرا را به کار می‌گیرد هرگز گیر نمی‌افتد، حتی مورد سوظن هم قرار نمی‌گیرد))
"ماجرای مساله نهایی"
مکالمه با دکتر واتسن دربارهٔ پروفسور موریارتی:
((هلمز: تا بحال برایت دربارهٔ پروفسور موریارتی صحبت کرده‌ام؟
واتسن: منظورت همان دانشمند جنایتکاری است که دزدها همانقدر شهرت دارد که…
هلمز: حواست را جمع واتسن!!!
واتسن: می‌خواستم بگویم که میان مردم ناشناخته است.
هلمز فریاد زد: یک اشاره… یک اشارهٔ کاملاً آشکار!!!واتسن، کم‌کم یه جور شوخ‌طبعی غیر منتظرهٔ شیطنت‌آمیز در تو به وجود می‌آید که باید یاد بگیرم مراقبش باشم؛ ولی اینکه موریارتی را جنایتکار خواندی از نظر حقوقی یک افترا بود و عظمت و غرابت کار او نیز در همین است. بزرگترین توطئه‌گر همهٔ اعصار، سازمان دهندهٔ همهٔ امور شیطانی، مغز متفکر جامعه جنایتکاران، نابغه‌ای که می‌تواند سرنوشت ملتها را بسازد یا تباه کند. او چنین آدمی است؛ ولی چنان مبری از سوظن عمومی است، چنان مصون از انتقاد است، چنان به لحاظ تدبیر و پنهان‌کاری تحسین‌برانگیز است که می‌تواند دقیقاً به خاطر همین کلماتی که به زبان آوردی تو را به دادگاه بکشاند و با مستمری سالیانه ات به عنوان خسارت شخصیت آزردهٔ خود پیروز از دادگاه بیرون بیاید. مگر او نویسندهٔ کتاب کتاب دینامیک سیارک‌ها نیست؟ کتابی که به چنان مراتب خاص و نادری در ریاضیات محض وارد می‌شود که می‌گویند در نشریات علمی هیچ‌کس توانایی انتقاد از آن را نداشته؟ مگر می‌شد چنین آدمی را متهم کرد؟ نقش شما به ترتیب چنین خواهد بود:دکتر مفتری و پروفسوری که به او تهمت زده‌اند. واتسن اسن نبوغ است؛ ولی اگر آدم‌های حقیر دست از سرم بردارند قطعاً نوبت او هم می‌رسد))
"ماجرای دره وحشت"
توصیفات شرلوک هلمز از مشخصات ظاهری پروفسور موریارتی:
((ظاهرش برای من آشنا بود. فوق‌العاده بلند قد و باریک اندام است و پیشانی او به صورت نیم گنبدی سفید بیرون زده و چشمان او در کاسهٔ سرش کاملاً عقب نشسته‌اند. صورت خود را پاک می‌تراشد، رنگ پریده و ریاضت کشیده به نظر می‌آید و در اجزای چهره اش حالتی از استادی دانشگاه را حفظ کرده‌است. شانه‌هایش از شدت مطالعه خمیده شده‌اند و صورتش که آن را از بدنش جلوتر نگاه می‌دارد پیوسته با حرکتی کند به شکل سر خزنده‌ای از این سو به آن سو نوسان می‌کند. با کنجکاوی زیاد، مدتی با آن چشمان پرچین و چروک به من خیره ماند))
"ماجرای مساله نهایی"
عده ای حتی او را شخصیت اصلی داستان های شرلوک میدانند و به اسطوره ای برای بعضی از جوانان تبدیل شده است.